# Kranturm in Toruń

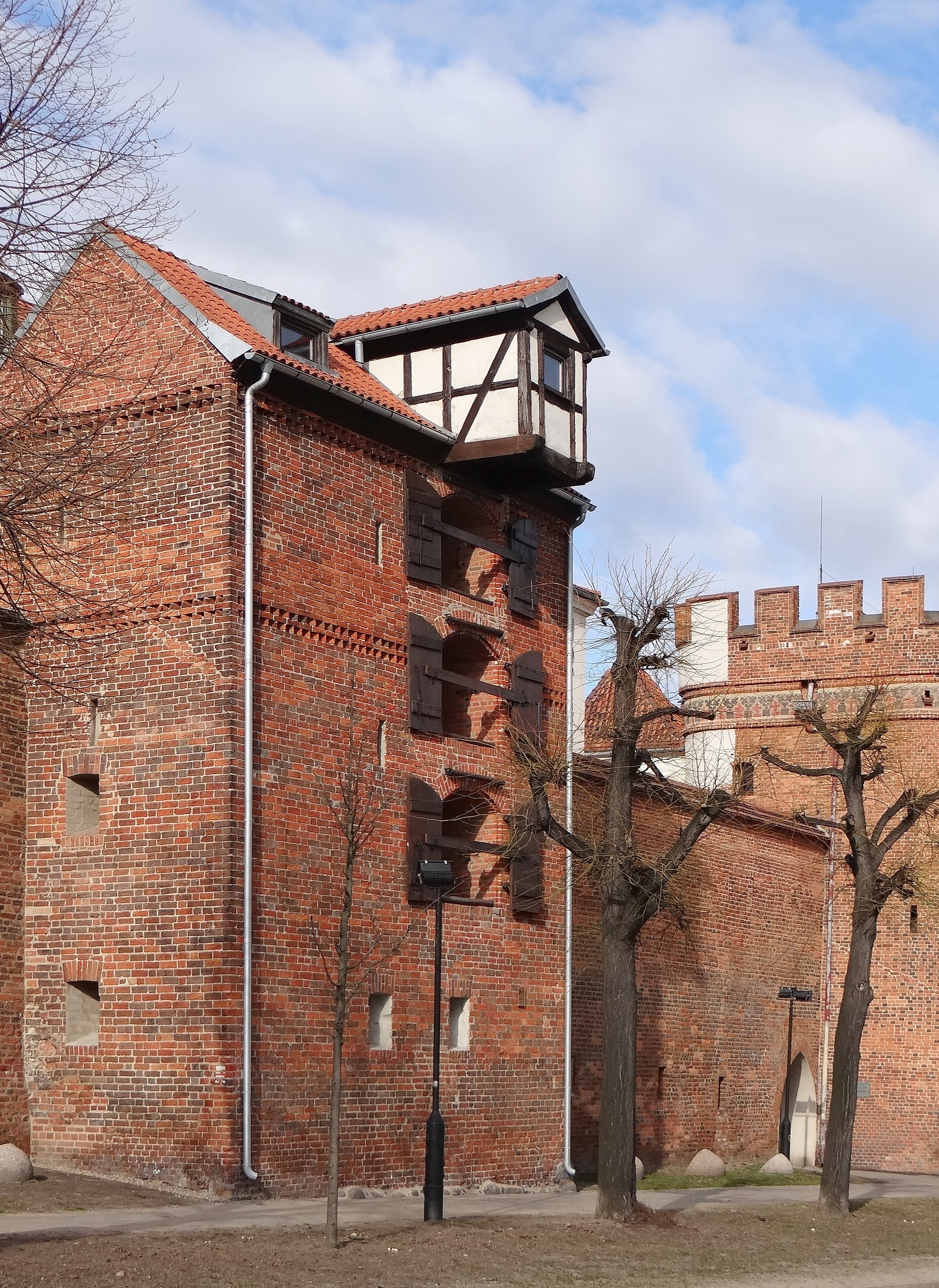
Blick auf den Kranturm von Südwesten

Der Kranturm in Toruń ist einer der neun verbliebenen Wehrtürme innerhalb der Stadtmauer von Toruń, Polen.

## Lage
Der Turm befindet sich im südlichen Teil des Altstadtkomplexes am Philadelphia-Boulevard 3, westlich vom Mostowa-Tor.

## Geschichte
Der Turm wurde Ende des 13. Jahrhunderts erbaut. Sein Name kommt von seiner Funktion (Kran). Dieser wurde 1823 ausgebaut und mit dem dahinter befindlichen Getreidespeicher in der Mostowa-Straße 1 verbunden. 

## Architektur
Der Turm wurde über einem viereckigen Grundriss aus gotischen Ziegeln im Veneter-Verband errichtet. Beim Umbau im 19. Jahrhundert erhielt er vier Stockwerke und einen nutzbaren Dachboden. Die ursprüngliche Unterteilung in Stockwerke war anders, was die diagonal verlegten gotischen Ziegelfriese beweisen. Im Erdgeschoss befinden sich Schießscharten aus dem 19. Jahrhundert. Die oberen Stockwerke haben große Öffnungen, die mit Holzläden verschlossen werden. Auf dem Dachboden befindet sich ein Holzkran mit dem erhaltenen Mechanismus. Auf der Nordseite ist der Turm mit dem Gebäude in der Mostowa-Straße 1 (dem sogenannten Schwedischen Getreidespeicher, jetzt Hotel Spichrz) durch einen hängenden Durchgang aus Skelettstruktur mit verputzten Füllungen verbunden. Der Turm ist mit einem Satteldach gedeckt.

## Galerie

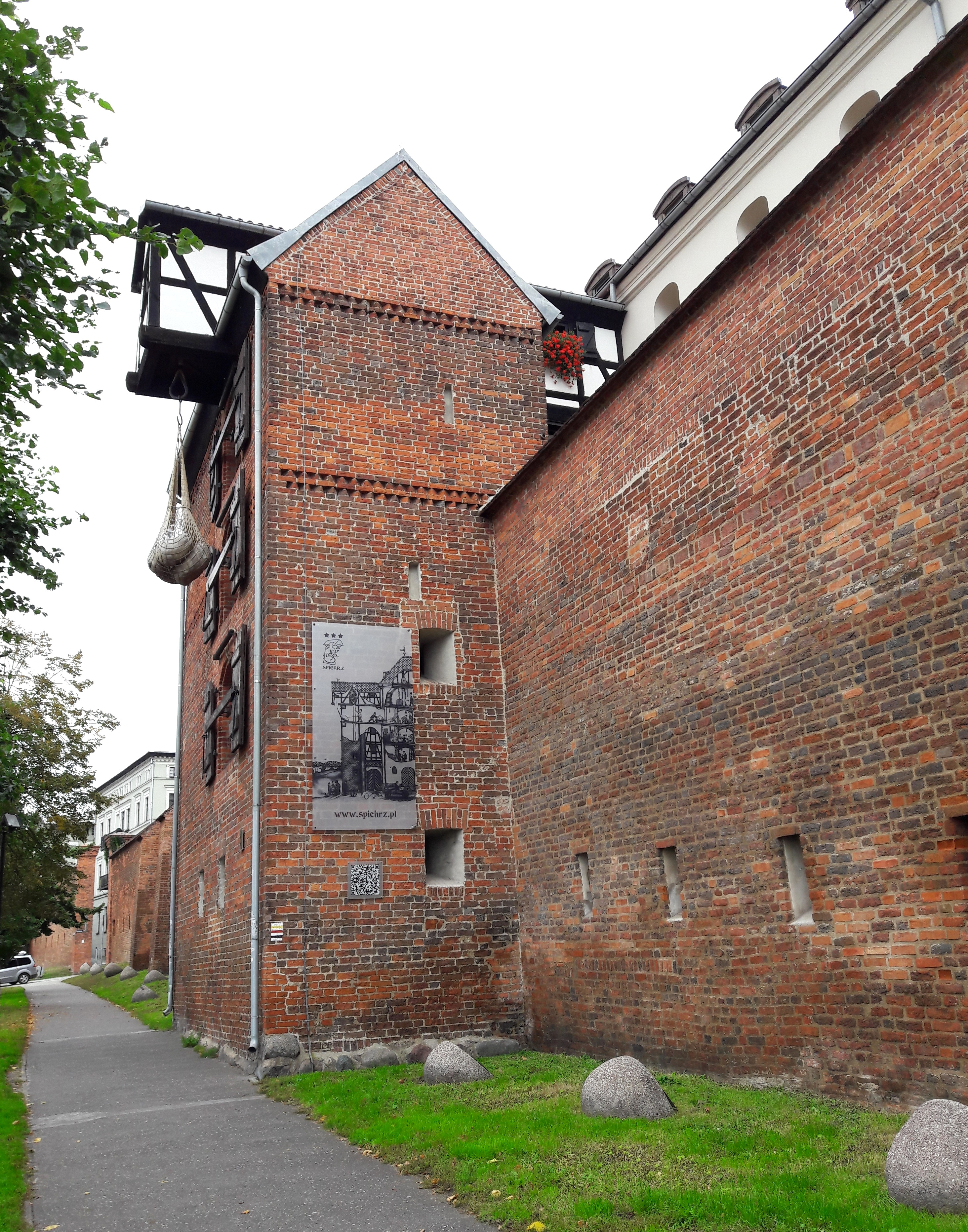
Blick von der Ostseite
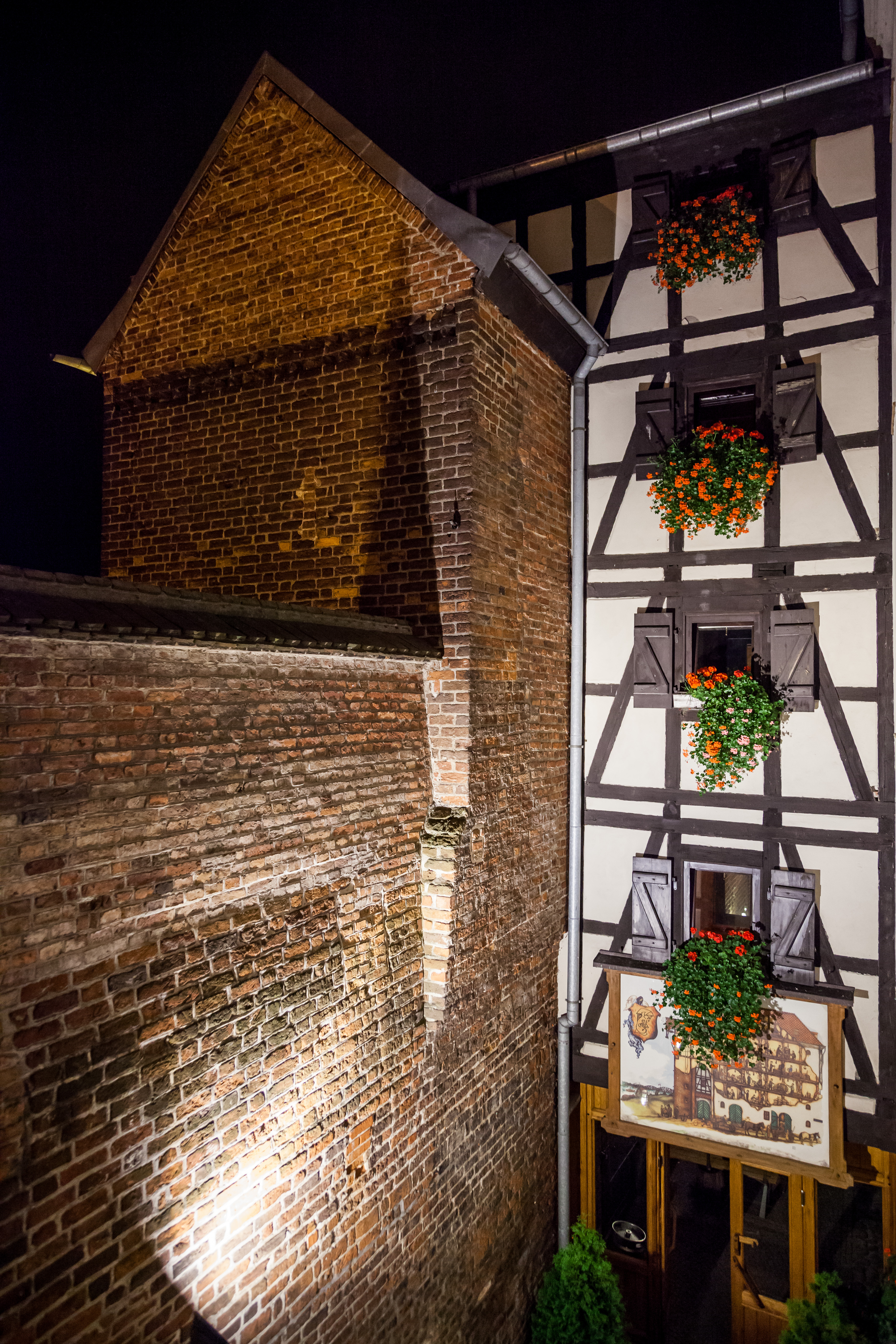
Blick vom Hotel Spichrz auf den Turm und den Durchgang aus dem 19. Jahrhundert
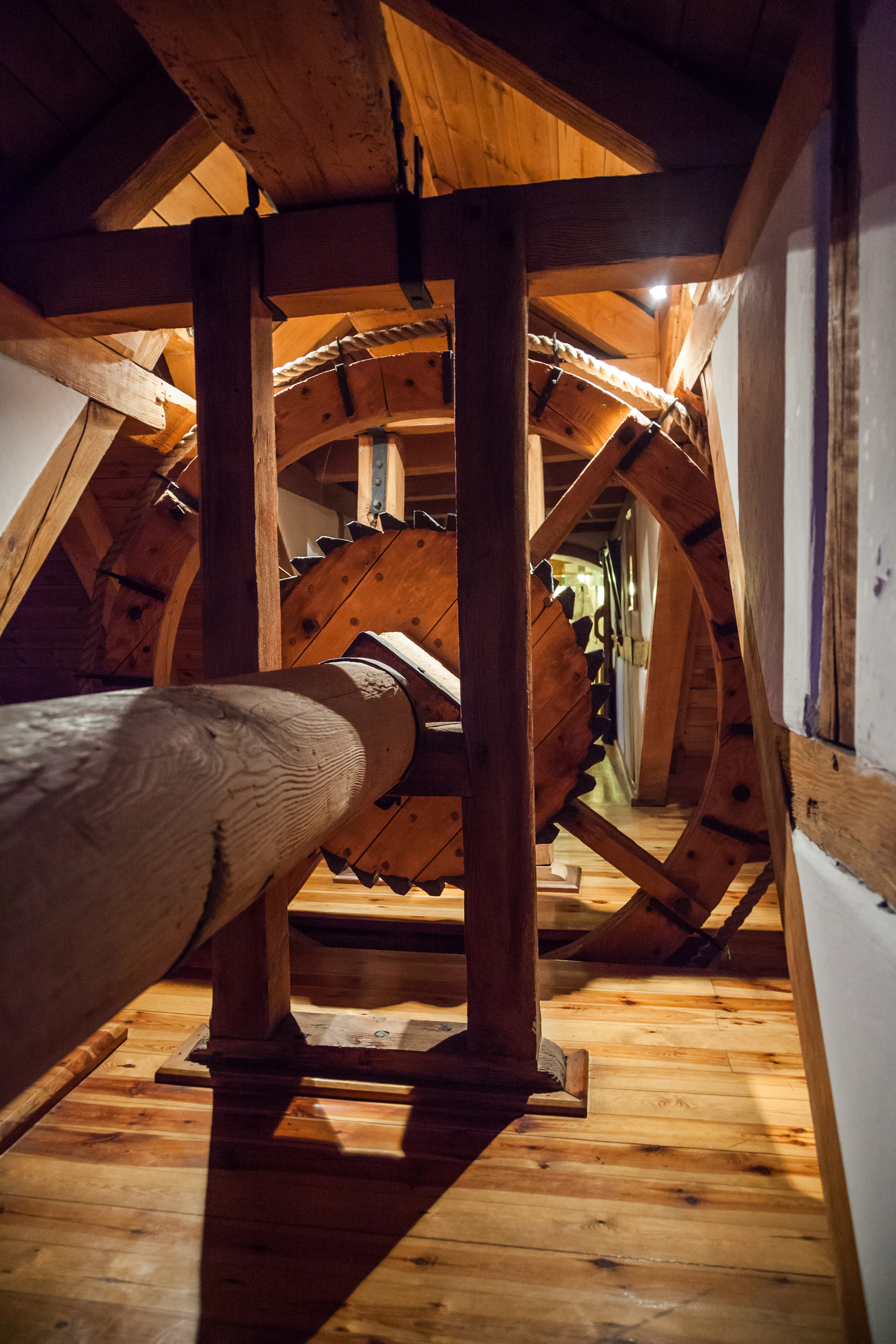
Holzmechanismus des Krans